# Николай Урумов
Николай Георгиев Урумов е български филмов и театрален актьор и режисьор.

## Биография
Роден е в Каварна на 6 юни 1963 г. Израства в Българево (Каварненско), възпитаник е на гимназията в Балчик.
През 1990 г. завършва ВИТИЗ „Кръстьо Сарафов“, специалност „Актьорско майсторство за драматичен театър“, в класа на проф. Николай Люцканов, с асистенти Маргарита Младенова и Здравко Митков. Специализира режисура за драматичен театър при проф. Здравко Митков в НАТФИЗ.
Актьор е от трупата на Народния театър „Иван Вазов“. Работил е на щат и в Драматичен театър „София“, Сатиричен театър „Алеко Константинов“ и Младежки театър „Николай Бинев“ (София).
Играе в спектакли на Народен театър „Ив. Вазов“, Младежки театър „Н. Бинев“ (София), Драматичен театър „Борис Луканов“ (Ловеч), Драматично-куклен театър „Иван Димов“ (Хасково), ,,Драматичен театър „Йордан Йовков“ (Добрич), Общински театър (Кюстендил), както и Частните театри „Бонини“, „Креатива“ и “Theatro Art”.
В театъра е работил с режисьорите: проф. Николай Люцканов, Вили Цанков, проф. Крикор Азарян, Александър Морфов, Стоян Камбарев, Елена Цикова, Галин Стоев, Лилия Абаджиева, Явор Гърдев, проф. Пламен Марков, проф. Здравко Митков, Юрий Бутусов, Римас Тересас, Николай Ламбрев, Асен Шопов, Красимир Спасов, Маргарита Тихинова, Йосиф Венков, Бойко Богданов, Петър Будевски, Димитър Еленов, Банко Банков, Димитър Стоянов-Нов, Рада Абрашева, Петър Кауков, Димитър Шарков, Невена Митева, Андрей Аврамов, Гаро Ашикян, Владимир Петков, Николай Гундеров, Владимир Люцканов, Борислав Чакринов, Павел Павлов, Юрий Дачев, Бина Харалампиева, Георги Радулов, Димо Димов, Пламен Панев, Бойко Илиев, Владлен Александров, Асен Блатечки, Григор Антонов, Войчех Кобжински (пол.), Костадин Бандутов, Орлин Дяков, Асен Блатечки, Борис Радев, Иван Панталеев, Стоян Радев, Аделаида Якимова-Фурнаджиева и Емил Бонев.
Като режисьор поставя спектакли на сцените на театрите в Габрово, Плевен, Русе, Стара Загора, Кюстендил, Ловеч, Добрич и Сатиричния театър „Алеко Константинов“ (София).

## Роли и постановки в театъра

### Като актьор
Повече от 100 са театралните му роли, сред по-значимите от които са:
- Просперо в „Бурята“ на Шекспир, реж. Ал. Морфов;
- Малволио в „Дванайсета нощ“ на Шекспир, реж. П. Будевски;
- Галгю в „Училище за шутове“ на Мишел де Гелдерод, реж. Ер. Цикова;
- Хлестаков в „Ревизор“ на Гогол, реж. Л. Абаджиева;
- Кулигин в „Три сестри“ на Чехов (в постановката на Стоян Камбарев);
- Чебутикин в „Три сестри“ на Чехов (в постановката на проф. Крикор Азарян);
- Санчо Панса в „Дон Кихот“ на Сервантес, реж. Ал. Морфов;
- Бай Ганьо в „Бай Ганьо“ по Алеко Константинов, реж. П. Кауков;
- Маргариди в „Криворазбраната цивилизация“ на Добри Войников, реж. Д. Шарков;
- Арпагон в „Съперника“ на Молиер, реж. Римас Тересас;
- Велико в „Януари“ на Йордан Радичков, реж. Ст. Камбарев,
- Змея в „Змей“ по П. Ю. Тодоров, реж. Д. Шарков;
- Клов в „Краят на играта“ на Бекет, реж. Л. Абаджиева;
- Подкальосин в „Женитба“ на Гогол;
- Волпоне във „Волпоне“ на Бен Джонсън, реж. Б. Харалампиева;
- Фалстаф във „Фалстаф и веселите уиндзорки“ по Шекспир, реж. Д. Димов;
- Попришчин в „Дневникът на един луд“ на Гогол, реж. Л. Абаджиева;
- Кушак в „Лов на диви патици“ от Ал. Вампилов, реж. Юрий Ботусов;
- Исаак Блуменфелд в „Петокнижие Исааково“ по Анжел Вагенщайн, реж. Войчех Кобжински;
- Енрик в „Методът Грьонхолм“ от Жорди Галсеран, реж. Пл. Панев;
- Пиер в „Името“ от Делапорт/Дьо Ла Пателиер, реж. Здр. Митков;
- Арган в „Мнимият болен“ на Молиер;
- Антоан Роайе в „Прощална вечеря“ от Делапорт/Дьо Ла Пателиер, реж. Здр. Митков;
- Юн Габриел Боркман в „Юн Габриел Боркман“ от Х. Ибсен, реж. Пл. Марков, и др.

Особено място в актьорската му работа заемат моноспектаклите, които му носят международно признание и множество награди. По-значими от тях са:
- ”Живот в кашони” от Ив. Кулеков;
- „Лалугер“ от Ал. Урумов;
- ”От роля в роля или Смях без завеса” - Авторски спектакъл;
- ”Ти си жена,аз съм мъж- желанията ни са еднакви” от Ил.Иларионов;
- ”За секса,политиката и други проЗтащки неща” от М.Динев;
- ”Ние,Българите-открит урок за чужденци” от Ал.Урумов;
- ”Дневникът на един луд” от Н.В.Гогол;
- ”Видрица или Мъжка задушница” от Ем. Бонев по „Видрица“ от поп Минчо Кънчев.

### Като режисьор
По-значими негови режисьорски постановки са:
- „Провинциални анекдоти“ от Александър Вампилов; „Криворазбраната цивилизация“ от Д. Войников ; „Милионерът“ от Й.Йовков и “Когато розите танцуват” от Валери Петров в Сатиричния театър;
- „Ревизор“ от Гогол; „Суматоха“ от Й. Радичков; „Двама съвсем голи мъже“ от Себастиен Тиери и „Радован III“ от Душан Ковачевич в Русенския театър;
- „Двубой“ от Ив. Вазов; „Вътре с двата крака“ по Александър Вампилов и „Мнимият болен“ от Молиер в Габровския театър;
- „Енергични хора“ от Василий Шукшин и „Лъжци по неволя“ от Антъни Нийлсън в Старозагорския театър;
- „Женитба“ от Гогол в Плевенския театър;
- „ДВАМА, ЧЕТИРИМА, СЕКСима“ от Щефан Фьогел в Кюстендилския театър;
- „Службогонци“ от Ив. Вазов; „Българи от старо време“ по Л.Каравелов и „Зимните навици на зайците“ от Ст. Стратиев в Ловешкия театър;
- ”Само не това име” от Матийо Делапорт и Александър дьо Ла Пателиер в Театро Арт;
- „Последният полов атлет“ от Нийл Саймън в Добричкия театър

## Театрални изяви в чужбина
Със свои спектакли е гостувал на международни театрални форуми,проекти,фестивали и гастроли в редица градове  в Германия, Русия, САЩ, Канада, Австрия,Австралия, Полша, Великобритания, Северна Македония,Швеция,Швейцария, Шотландия,Румъния, Франция,  Испания, Италия,Ирландия, Белгия, ОАЕ, Нидерландия, Украйна, Литва,Узбекистан,Гърция,Албания,Люксембург,Сърбия и Словакия.

## Телевизионен театър
- „Бандитска приказка“ (от Карел Чапек, реж. Димитър Шарков) – Зъбльото
- „Книга на Царете“ (от Маргарит Минков, реж. Димитър Шарков) – Анани
- „Големанов“ (1995) (по Ст. Л. Костов, сц. и реж. Иван Ничев) – слугата Данчо
- „Тайната вечеря на Дякона Левски“ (от Стефан Цанев, реж. Димитър Шарков) – Димитър Общи

## Филмография
Играе в повече от 100 български и чуждестранни филмови продукции. Играл е във филми на режисьорите Рангел Вълчанов, Неделчо Чернев, Едуард Захариев, Иван Андонов, Пламен Масларов, Илиян Симеонов, Иван Ничев, Дочо Боджаков, Светослав Овчаров, Станимир Трифонов, Красимир Крумов-Грец, Иван Черкелов, Киран Коларов, Павел Павлов, Стефан Командарев, Николай Акимов, Александър Морфов, Андрей Слабаков, Евгений Михайлов, Радослав Спасов, Константин Божанов, Емил Христов, Ивайло Драганов, Стефан Тасев, Иво Сиромахов, Християн Ночев, Димитър Шарков, Николай Босилков, Григор Лефтеров, Мария Арангелова, Виктор Божинов, Петър Одаджиев, Димитър Недков, Ивайло Пенчев, Ясен Григоров, Борис Радев, Камен Донев, Петя Иванова, Стефан Тенев, Ефемия и Араш Фард, Димитър Кутманов, Димитър Димитров, Николай Егерман, както и във филми на Вентура Понс (исп.), Луиджи Перели (ит.), Фелипе Отони (ит.), Жан-Луи Бертучели (фр.), Пиер Бешо (фр.), Йоси Вайн (амер.), Марк Ропър (амер.), Джон Айърс (амер.), Синан Четин (тур.), Роберт Дорнхелм (англ.), Мишел Фавар (фр.), Фабрицио Коста (ит.), Кристиан Форе (фр.), Паоло Поети (ит.), Марк Ривиер (кан.), Алфредо Пайрети (ит.), Ирина Попофф (гер.), Ален Наум (фр.), Егон Гюнтер (гер.), Джойс Бунюел (фр.), Joel Kalmettes (фр.), Olivier Langlois (fr.), Андре Шандел (фр.), Сергей Борчуков (рус.) и Кристиан Твенте (гер.)
| Година           | Филми и сериали                                                                                               | Серии | Копродукции                                                                                       | Роля                                                                                    |
| ---------------- | --- | ----- | ------------------------------------------------------------------------------------------------- | --------------------------------------------------------------------------------------- |
| 2024             | Не затваряй очи                                                                                               |       |                                                                                                   | Отец Яков                                                                               |
| 2023             | Гунди – Легенда за любовта                                                                                    |       |                                                                                                   | Коце Георгиев                                                                           |
| 2022             | По голите хълмове                                                                                             |       |                                                                                                   | Данаил                                                                                  |
| 2021             | Смешният съд                                                                                                  |       |                                                                                                   | Той                                                                                     |
| 2021             | Голата истина за група Жигули                                                                                 |       |                                                                                                   | продуцентът Сашо Желязков                                                               |
| 2021             | Блаженият |       |                                                                                                   | Цеко Цеков                                                                              |
| 2019             | Батут |       |                                                                                                   | Шефа на пожарникарите                                                                   |
| 2019             | В кръг |       |                                                                                                   | Депутата                                                                                |
| 2018             | Уют |       |                                                                                                   | Съдия-изпълнителя                                                                       |
| 2018             | Живи комини                                                                                                   |       |                                                                                                   | Ветеринарният лекар                                                                     |
| 2017             | Посоки |       | България/Германия/Македония                                                                       | Генади                                                                                  |
| 2017             | Лили Рибката                                                                                                  |       |                                                                                                   | Директора                                                                               |
| 2016             | Летовници |       |                                                                                                   | досадник (крадеца от влака)                                                             |
| 2015             | Рим на Рейн                                                                                                   |       | Германия                                                                                          | Император Максимус                                                                      |
| 2015 – 2016      | Връзки | 20    |                                                                                                   | Директора на затвора/Шефа на полицията                                                  |
| 2014             | На границата                                                                                                  | 6     |                                                                                                   | Рангелов                                                                                |
| 2014             | Знакът на българина                                                                                           | 6     |                                                                                                   | Премиера                                                                                |
| 2013             | Вангелия | 12    | Русия/Украйна/Беларус                                                                             | Батрак                                                                                  |
| 2012             | Цветът на хамелеона                                                                                           |       | България / Словения                                                                               | Педагога                                                                                |
| 2011             | Английският съсед                                                                                             | 4     |                                                                                                   | Кмета                                                                                   |
| 2011             | Авé |       |                                                                                                   | Полковника                                                                              |
| 2010 – 2011      | Секънд хенд                                                                                                   | ?     |                                                                                                   | Жорж, собственика на магазина                                                           |
| 2010             | Бях в Нюрнберг („J'étais à Nüremberg“)                                                                        |       | Франция                                                                                           | Д-р Алфред Зайдл                                                                        |
| 2010             | Ако някой те обича                                                                                            |       |                                                                                                   | Гелето                                                                                  |
| 2009             | Раци |       |                                                                                                   | Илия Матанов                                                                            |
| 2009             | Хъшове | 4     |                                                                                                   | Крецулеску                                                                              |
| 2009             | Къде е батко?                                                                                                 | 3     |                                                                                                   | Чичо Дончо                                                                              |
| 2009             | Стъклената река                                                                                               |       |                                                                                                   | Бизнесмена                                                                              |
| 2009             | Светото семейство (тв)                                                                                        |       |                                                                                                   | Социалния работник                                                                      |
| 2008 – 2011      | Забранена любов                                                                                               | 299   |                                                                                                   | Ники Урумов                                                                             |
| 2008             | Анна П. |       | Франция                                                                                           | Сергей                                                                                  |
| 2008             | Войната |       |                                                                                                   | Охранителя                                                                              |
| 2008             | Светът е голям и спасение дебне отвсякъде                                                                     |       | България / Германия / Словения / Унгария                                                          | Агента от ДС                                                                            |
| 2010             | Доставете ни Гринзпан („Livrez-nous Grynszpan“)                                                               |       | Франция                                                                                           | Волфганг Диверге                                                                        |
| 2007             | Магна Аура — изгубеният град                                                                                  | 13    | България / Германия / Полша                                                                       | Гернот Горски                                                                           |
| 2007             | „Помпей, вчера, днес, утре“ („Pompei, ieri, oggi, domani“)                                                    | 2     | Италия                                                                                            | Томас, първи магистрат                                                                  |
| 2007             | Моето мъничко нищо                                                                                            |       |                                                                                                   | Костадин „Коста“ Кейкенов                                                               |
| 2007             | Приключенията на един Арлекин                                                                                 | 4     |                                                                                                   | Костас (в серия: IV)                                                                    |
| 2007             | А днес накъде?                                                                                                |       |                                                                                                   |                                                                                         |
| 2007             | „Романтика“ („Romantik“)                                                                                      |       | Турция                                                                                            | Братовчедът от България                                                                 |
| 2007             | Премълчана любов („Un amour à taire“)                                                                         |       | Франция / България                                                                                | Контролиращия полицай                                                                   |
| 2006             | Нощ и ден |       |                                                                                                   | Мехмед                                                                                  |
| 2006             | „Заекът на Ватанен“ („Le lièvre de Vatanen“)                                                                  |       | Белгия / България / Франция                                                                       | Гаровия служител                                                                        |
| 2006             | Пазачът на мъртвите                                                                                           |       |                                                                                                   | Директорът на гробището                                                                 |
| 2006             | „Джо Петросино“ („Joe Petrosino“)                                                                             |       | Италия / България                                                                                 | Омето                                                                                   |
| 2006             | Малка нощна приказка                                                                                          | 4     |                                                                                                   | Кольо Колев                                                                             |
| 2005             | Патриархат | 7     |                                                                                                   | Гено Кабаков                                                                            |
| 2005             | Сако и Ванцети („Sacco & Vanzetti“)                                                                           |       | Италия                                                                                            | Майкъл Леванж                                                                           |
| 2005             | „Меучи“ („Meucci“)                                                                                            |       | Италия                                                                                            | Акуза                                                                                   |
| 2005             | Новата кола на татко (тв)                                                                                     |       |                                                                                                   | Таткото                                                                                 |
| 2005             | Далида („Dalida“)                                                                                             |       | Франция / Италия                                                                                  | Пиетро Джилиоти-Бащата на Далида                                                        |
| 2005             | Последният господар на Балканите („Le Dernier seigneur des Balkans“) Последният бей на Балканите (2 заглавие) | 6     | Франция / Гърция / Полша / Испания / Белгия / България                                            | Орхан Бей                                                                               |
| 2004             | Смисълът на живота (тв)                                                                                       |       |                                                                                                   | Бащата                                                                                  |
| 2004             | Изпепеляване                                                                                                  |       |                                                                                                   | Майор Куртев, Началникът на Лагера                                                      |
| 2004             | Спартак („Spartacus“)                                                                                         | 2     | САЩ / България                                                                                    | Търговецът на роби                                                                      |
| 2004             | Откраднати очи                                                                                                |       | България / Турция                                                                                 | Доктора на Донаборната комисия                                                          |
| 2004             | Ганьо Балкански се завърна от Европа (тв сериал)                                                              | 4     |                                                                                                   | Ганьо Балкански (в 4 серии: от I до IV вкл.)                                            |
| 2003             | Пътуване към Йерусалим                                                                                        |       | България / Германия / Франция                                                                     | Родолюбеца                                                                              |
| 2003 – 2013      | По съвест („Un caso di coscienza“) Подозрения (2 заглавие)                                                    | 30    | Италия / България                                                                                 | Бащата на Тино                                                                          |
| 2003             | Под едно небе                                                                                                 |       |                                                                                                   | Беглецът, Бащата на Исмет                                                               |
| 2003             | Тайната вечеря на Дякона Левски                                                                               |       |                                                                                                   | Димитър Общи                                                                            |
| 2002 – 2003      | Камера! Завеса!                                                                                               | 6     |                                                                                                   | режисьора от телевизията на Сънчо в 1 серия (VI)                                        |
| 2002             | „Мари Мармей“ („Marie Marmaille“)                                                                             |       | Франция                                                                                           | Аколит                                                                                  |
| 2002             | Гост от морето                                                                                                |       |                                                                                                   | Том                                                                                     |
| 2001             | Хълмът на боровинките                                                                                         |       |                                                                                                   | Кмета-Васил Парушев                                                                     |
| 2001             | „Пратеник на кралицата“ („Queen's Messenger“)                                                                 |       | България / Великобритания / Канада                                                                |                                                                                         |
| 2000             | Хайка за вълци                                                                                                | 6     |                                                                                                   | Калчо Статев                                                                            |
| 2000             | Разбойници - коледари                                                                                         | 6     |                                                                                                   |                                                                                         |
| 2000             | Краят на ХХ век                                                                                               |       |                                                                                                   | Охранителя                                                                              |
| 2000             | „Октоподи“ („Octopus“)                                                                                        |       | САЩ                                                                                               | Руски офицер                                                                            |
| 2000             | Американски тюлени („U.S. Seals“)                                                                             |       | САЩ                                                                                               | Raliegh Officer                                                                         |
| 1999, 2000, 2010 | Клиника на третия етаж                                                                                        | 35    |                                                                                                   | Професора – д-р Урумов, психоаналитик (в 7 серии: V, VIII, IX, XV, XXVII, XXXI, XXXIII) |
| 1999             | Дунав мост | 7     |                                                                                                   | Луко Луков                                                                              |
| 1999             | Операция Делта Форс 4: Смъртна опасност („Operation Delta Force 4: Deep Fault“)                               |       | САЩ                                                                                               | Сръбския офицер                                                                         |
| 1999             | „Елзе – Историята на една страстна жена“ („Else – Geschichte einer leidenschaftlichen Frau“)                  | 2     | Германия                                                                                          | Керл                                                                                    |
| 1998             | След края на света                                                                                            |       | България / Германия / Гърция                                                                      | Тасев                                                                                   |
| 1998             | Вагнер |       |                                                                                                   | Жоро / бомбе I / Просяк с часовник и перископ / Човек с корниз I                        |
| 1997             | „Тайни спътници“ („Compagnons secrets“)                                                                       |       | Франция                                                                                           | Пиеро                                                                                   |
| 1996             | Горски дух |       |                                                                                                   | кметът                                                                                  |
| 1996             | Закъсняло пълнолуние                                                                                          |       | България / Унгария                                                                                | Синът – Иван Георгиев Доков                                                             |
| 1995             | „Убиецът с жълтите обувки“ („L'assassino è quello con le scarpe gialle“)                                      |       | Италия                                                                                            | Младия критик                                                                           |
| 1995             | Вълкадин говори с Бога                                                                                        |       |                                                                                                   | Танас                                                                                   |
| 1994             | Граница |       | България/Франция                                                                                  | Стойнешки                                                                               |
| 1994             | Коледни апаши                                                                                                 |       |                                                                                                   | Полицая                                                                                 |
| 1993             | Росита, моля („Rosita, please!“)                                                                              |       | Испания                                                                                           | Продуцента Саймън                                                                       |
| 1993             | Ч.А.Д.О.- ООД                                                                                                 | 3     |                                                                                                   | Зетя                                                                                    |
| 1993             | Сезонът на канарчетата                                                                                        |       |                                                                                                   | Георги Сотиров – Чико                                                                   |
| 1993             | Сирна неделя                                                                                                  |       |                                                                                                   | Командирът на бригадата                                                                 |
| 1992             | Вампири, таласъми...                                                                                          |       |                                                                                                   | Ташков                                                                                  |
| 1990             | Индиански игри                                                                                                |       |                                                                                                   | Мидолаш                                                                                 |
| 1989             | Юдино желязо                                                                                                  |       |                                                                                                   | Македончето                                                                             |
| 1988 – 1996      | Новите приключения на Арсен Люпен („Le retour d'Arsène Lupin“)                                                | 20    | Франция / Канада / Италия / Швейцария / Белгия / Полша / България / Куба / Португалия / Югославия | Владо (в 18-а серия: „Herlock Sholmes s'en mêle“ – 1995)                                |
| 1988             | Вечери в Антимовския хан                                                                                      | 2     |                                                                                                   | Младият другоселец                                                                      |
| 1988             | А сега накъде                                                                                                 |       |                                                                                                   | Малин от Павликени                                                                      |
| 1987             | Време за път                                                                                                  | 5     |                                                                                                   | Виктор                                                                                  |

## Озвучаващ актьор
Николай Урумов озвучава в нахсинхронните дублажи на анимационни филми и сериали от 1993 г. Първата му роля е Сър Торнбъри в анимационния сериал на Дисни, „Приключенията на Гумените мечета“ за БНТ, а през 1999 г. първия му дублаж за пълнометражен филм е „Принцът на Египет“ през 1999 г.
През 2001 г. озвучава в българския късометражен анимационен филм „Сламения човек“, режисиран от Анри Кулев.
Известен е с озвучаването на Скар в анимационния филм „Цар лъв“ и римейка през 2019 година, Диего в поредицата „Ледена епоха“ и Франкенщайн в поредицата „Хотел Трансилвания“
| Актьор         | Заглавия | Роли         |
| -------------- | --- | ------------ |
| Денис Лиъри    | Ледена епоха Ледена епоха 2: Разтопяването Ледена епоха 3: Зората на динозаврите (дублаж на Александра Аудио) Ледена епоха: Мамутска Коледа (дублаж на Александра Аудио) Ледена епоха 4: Континентален дрейф Ледена епоха 5: Големият сблъсък | Диего        |
| Джеръми Айрънс | Цар лъв Имало едно време едно студио | Скар         |
| Иън Макшейн    | Кунг-фу панда (дублаж на Александра Аудио) Кунг-фу панда 4 | Тай Лунг     |
| Кевин Джеймс   | Хотел Трансилвания Хотел Трансилвания 2 Хотел Трансилвания 3: Чудовищна ваканция | Франкенщайн  |
| Питър Динклидж | Angry Birds: Филмът Angry Birds: Филмът 2 | Могъщия орел |
| Уил Арнет      | Крадци на ядки Крадци на ядки 2: Луди по природа | Сръдльо      |

### Сериали
| Година      | Филм/Сериал                                  | Роля                | Дублажно студио |
| ----------- | -------------------------------------------- | ------------------- | --------------- |
| 1993 – 1996 | Приключенията на Гумените мечета             | Сър Торнбъри и Арти | БНТ             |
| 2012        | „Междузвездни войни: Войните на клонираните“ | Други гласове       | PRO Films       |

### Филми
| Година | Филм/Сериал                              | Роля/Актьор                 | Дублажно студио     |
| ------ | ---------------------------------------- | --------------------------- | ------------------- |
| 1999   | Принцът на Египет                        | Хотеп (Стийв Мартин)        | Арс Диджитал Студио |
| 2003   | Търсенето на Немо                        | Чъм (Брус Спенс)            | Доли Медия Студио   |
| 2003   | Цар лъв                                  | Скар (Джеръми Айрънс)       | Александра Аудио    |
| 2004   | Алиса в Страната на чудесата             | Додо (Бил Томпсън)          | Александра Аудио    |
| 2004   | Цар Лъв 2: Гордостта на Симба            | Скар (Джим Къмингс)         | Александра Аудио    |
| 2005   | Чикън Литъл                              | Мелвин (Фред Уилард)        | Доли Медия Студио   |
| 2006   | Див живот                                | Казар (Уилям Шатнър)        | Александра Аудио    |
| 2007   | Рататуи                                  | Талон (Теди Нютън)          | Александра Аудио    |
| 2008   | Аристокотките                            | Едгар (Руди Мод-Моксби)     | Александра Аудио    |
| 2008   | Кунг-фу панда                            | Тай Лунг (Иън Макшейн)      | Александра Аудио    |
| 2009   | Ваканцията: Строго забранена             | Гологлавия (Кланси Браун)   | Александра Аудио    |
| 2009   | Планета 51                               | Генерал Кроул (Гари Олдман) | Андарта Студио      |
| 2011   | Ранго                                    | Гърмящият Джейк (Бил Наи)   | Александра Аудио    |
| 2013   | Кумба                                    | Зъбчо                       | –                   |
| 2013   | Нико 2: Малко братче – големи проблеми   | Старият елен Тобиас         | Про Филмс           |
| 2016   | Робинзон Крузо                           | Мал                         | Про Филмс           |
| 2016   | Книга за джунглата                       | Балу (Бил Мъри)             | Александра Аудио    |
| 2016   | Rogue One: История от Междузвездни войни | Соу Герера (Форест Уитакър) | Александра Аудио    |
| 2019   | Цар лъв (филм, 2019)                     | Скар (Чуетел Еджиофор)      | Александра Аудио    |

## Признание и награди
- 5 номинации за „Аскеер“ (1993, 1995, 2000, 2002, 2009), вкл. 2 награди (2000, 2009):
  - „Аскеер“ за „Поддържаща мъжка роля“ 2000 – за ролята на Каракалпаков в пиесата „Двубой“ на Иван Вазов, реж. Н. Ламбрев в Народен театър „Иван Вазов“;
  - „Аскеер“ за „Главна мъжка роля“ 2009 – за ролята на Клов в пиесата „Краят на играта“ от Самюъл Бекет, реж. Л. Абаджиева в Театър 199 „Валентин Стойчев“.

- 2 номинации за „Икар“ (2002, 2004), вкл. награда (2004):
  - „Икар“ за „Главна мъжка роля“ 2004 – за ролята на Маргариди в постановката „Криворазбраната цивилизация“ от Добри Войников, реж. Д. Шарков в Драматичен театър „Васил Друмев“, Шумен.

Носител е също на:
- Първа награда за „Най-добра главна мъжка роля“ на фестивалите в Благоевград (2002), Шумен (2002, 2011), Габрово (2006, 2017), Враца (2014), Пловдив (2018).
- 12 престижни награди от международни фестивали на монодрамата за изпълнението му в моноспектакъла „Живот в кашони“ от Иван Кулеков, реж. Невена Митева в Драматичен театър „Рачо Стоянов“ в Габрово.
- Наградата „Актьор на годината“ за 2013 на Българското национално радио за радиопостановката „Дневникът на един луд“ от Н. В. Гогол, реж. Лилия Абаджиева (2013).
- „Наградата на НЕТА“ за „Най-добро актьорско превъплъщение“ за ролята на Поприщин в „Дневникът на един луд“ от Н. В. Гогол, реж. Л. Абаджиева в Драматичен театър „Иван Димов“ Хасково на Фестивала на камерните театри (Струмица, Северна Македония, 2014).

Играе близо 200 пъти моноспектакъла „Лалугер“ по Ал. Урумов, реж. Юрий Дачев, копродукция на театър „Българска армия“ (София) и Драматичен театър „Йордан Йовков“ (Добрич). С тази роля през 2011 г. печели:
- Наградата „The Best Actor“ на Международния фестивал на монодрамата в Битоля, Македония[1];
- Наградата за „Най-добра мъжка роля“ на Фестивала на Българската драма и театър-Друмевите празници в Шумен (2011) и
- Наградата „Чудомир“ в Казанлък (2012) за „Комедийния хит на годината“.

Носител и на:
- Наградите за „Най-добър комедиен актьор“ и за „Най-добър комедиен спектакъл“ за „Мнимият болен“ от Молиер, реж. Н. Урумов в Драматичен театър „Рачо Стоянов“ Габрово, на Фестивала на комедийния спектакъл – Габрово, 2017.
- Наградата на публиката за „Най-добър спектакъл“, за „Женитба“ от Н. В. Гогол, реж. Н. Урумов в Драматичен театър „Иван Радоев“ в Плевен, на Зимния фестивал на изкуствата „Сцена, палитра, слово“ – Пловдив, 2018.

Номиниран е за „Златен Кукерикон“ (2018) за „Най-добра комедийна главна мъжка роля“ – за ролята на Арган в пиесата „Мнимият болен“ от Молиер в Драматичен театър „Рачо Стоянов“ в Габрово.
Носител е на Наградата на публиката за „Най-добър спектакъл“, за „Мнимият болен“ от Молиер, реж. Н. Урумов в Драматичен театър „Рачо Стоянов“ Габрово, на Зимния фестивал на изкуствата „Сцена, палитра, слово“ – Пловдив, 2019.
Номиниран е за:
- „Златен Кукерикон“ (2019) за „Най-добър комедиен спектакъл“, за „Двама съвсем голи мъже“ от С.Тиери, реж. Н. Урумов, в Драматичен театър „Сава Огнянов“ в Русе.
- „Златен Кукерикон“ (2019) за „Най-добра режисура", за „Двама съвсем голи мъже“ от С.Тиери, в Драматичен театър „Сава Огнянов“ в Русе.
- „Златен Кукерикон“ (2020) за „Най-добър комедиен спектакъл“, за Моноспектакъла „Мъжка задушница“ от Ем. Бонев, по „Видрица“ от поп Минчо Кънчев, в Драматичен театър „Сава Огнянов“ в Русе.

Носител е на:
- Наградата „Златен Кукерикон“ (2021) за „Най-добър режисьор“ за „Суматоха“ от Й. Радичков, в Драматичен театър „Сава Огнянов“ в Русе.
- Наградата на СБФД (1997) за „Най-добра поддържаща мъжка роля“ за ролята на Сина в „Закъсняло пълнолуние“, реж. Ед. Захариев.

Номиниран е и за:
- „Най-добра поддържаща мъжка роля“ в „Светът е голям и спасение дебне отвсякъде“, реж. Ст. Командарев, за „Годишните награди за филмово изкуство 2009“, на Филмовата академия на НФЦ и СБФД.
- „Най-добра поддържаща мъжка роля“ за филмите „Раци“, реж. Ив. Черкелов, и „Хъшове“, реж. Ал. Морфов, за „Годишните награди за филмово изкуство 2010“, на Филмовата академия на НФЦ и СБФД.

Носител е и на:
- Наградата за Най-добра мъжка роля на IX Международен кинофестивал „Славянска приказка“-2021, за филма „Смешен съд“, реж. Еф. Фард.
- Наградата за Най-добра Мъжка роля, за ролите в спектаклите „Роднини“ от О. Дяков, в Хасковския театър и „Българи от старо време“ по Л. Каравелов, в Ловешкия театър, на Фестивала на Българската Комедия-"Чудото" – Павел Баня-2024.

Сред емблематичните му роли е тази на Бай Ганьо в „Бай Ганьо“ от Г. Данаилов, по Алеко Константинов, реж. Петър Кауков, за която получава много номинации и награди. Продължава да играе ролята на сцената на Младежки театър „Н. Бинев“ в София.
Почетни звания:
- Почетен гражданин на град Каварна[1][2]
- Почетен гражданин на град Сопот

Други награди за принос в областта на изкуството и културата на градове:
- Почетен знак на град Габрово
- Златна значка на град Шумен
- Златна значка на град Русе